# ارسطو
اَرِسطو یا اَرِسطاطالیس (زبان یونانی: Ἀριστοτέλης، تلفظ [aristotélɛ:s], Aristotélēs؛ تلفظ: آریستوتِلِس، زاده ۳۸۴ ق. م. – درگذشته ۳۲۲ ق. م) از فیلسوفان یونان باستان و یکی از مهم‌ترین فیلسوفان غربی به حساب می‌آید. همچنین او اولین زیست‌شناس بزرگ اروپایی نیز بوده است. وی در هجده سالگی به آکادمی افلاطون راه یافت و به مدت بیست سال در مکتب افلاطون، یعنی آکادمی، دانش و علوم آموخت؛ وی در مدت کم، چنان پیشرفتی در علوم نظری کرد که افلاطون به وی لقب علم داد. او به مدت ۴ سال، آموزگار اسکندر مقدونی بود. نوشته‌های او در زمینه‌ها و رشته‌های گوناگون، از جمله: فیزیک، متافیزیک، اخترشناسی، شعر، ادبیات، زیست‌شناسی، منطق، علم بیان، سیاست، دولت و اخلاق بوده‌اند. ارسطو به همراه سقراط و افلاطون از اثرگذارترین و بزرگ‌ترین فیلسوفان یونان باستان بوده است که به همین دلیل، به «معلم اول»، ملقب شده است. ارسطو فلسفه را با عنوان «دانش هستی» تعریف می‌کرد.

## بررسی اجمالی

### زندگی
ارسطو در سال ۳۸۴ ق. م. در خانواده‌ای پزشک‌پیشه و ثروتمند از اهالی (استاگیروس/اسطاغیر)، شهری در شمال یونان، به دنیا آمد. در ۱۸ سالگی به آکادمی (فرهنگستان) افلاطون در آتن فرستاده شد و ۲۰ سال در آن‌جا درس خواند.
در سال ۳۶۷ ق.م به آکادمی افلاطون پیوست و در آنجا مشغول تحقیقات و تدریس شد. پس از مرگ افلاطون در سال ۳۴۷، ارسطو ناکام از به اختیار گرفتن مدیریت فرهنگستان، آتن را به مقصد اسوس در آسیای صغیر ترک کرده و با پایتیاس خواهرزادهٔ فرمانروای وقت ازدواج کرد. در ۳۴۳ یا ۳۴۲ به دعوت فیلیپ مقدونی آموزش اسکندر مقدونی را بر عهده گرفت. پس از بازگشتش به آتن در ۳۳۵ یا ۳۳۴، آموزشگاه خود را به نام لایسیوم تأسیس کرد، او دیگر از اعضای آکادمی افلاطون نبود و در آن‌جا به طور مستقل با شاگردانش، به تدریس و تحقیق پرداخت. در ۳۲۳ و پس از مرگ اسکندر، که آتن را به شاهنشاهی خود ملحق کرده بود، آتش احساسات ضد مقدونی اوج گرفت و دامن‌گیر ارسطو شد. او به ناچار به خالکیس پناه برد و سال بعد (۳۲۳ یا ۳۲۲) در ۶۲ سالگی درگذشت.

### آثار
نوشته‌هایی از ارسطو که به صورت گفتگو و برای عموم مردم نوشته شده بود، از بین رفته‌اند. رساله‌های آموزشی باقی‌ماندهٔ او عمدتاً برای استفادهٔ درون‌کلاسی برای تدریس در نظر گرفته شده بودند و به طور مداوم ویرایش می‌شدند. موضوعات این نوشتارها عبارتند از:
- منطق، فلسفهٔ علم و خطابه: ارسطو، در نوشته‌های منطقی، بر اساس شیوه‌های بحث در آکادمی، یک نظریهٔ استدلال (دیالکتیک) را توسعه می‌دهد و با قیاس، منطق صوری را بنیان می‌گذارد. او یک نظام فلسفه علمی را برمبنای قیاس تدوین می‌کند و کمک‌های مهمی به نظریه تعریف و نظریه معنا می‌کند. او خطابه را هنر اثبات گزاره‌های قابل قبول توصیف می‌کند و بدین ترتیب آن را به منطق نزدیک می‌سازد.

- فلسفهٔ طبیعی: فلسفهٔ طبیعی ارسطو به مبانی هر مطالعه‌ای در مورد طبیعت می‌پردازد: انواع و اصول تغییر. او با کمک تمایز شناخته‌شده‌ای که بین صورت و ماده قائل بود، به این پرسش رایج در آن زمان که چگونه خلقت و زوال امکان‌پذیر است، پرداخت: ماده‌ای واحد می‌تواند صورت‌های مختلفی به خود بگیرد. او در آثار علمی خود، اجزا و رفتارهای حیوانات و انسان‌ها و همچنین کارکردهای آنها را نیز بررسی کرد. او در نظریهٔ خود در مورد روح - که در آن «متحرک بودن» به معنای «زنده بودن» است - استدلال کرد که روح، که کارکردهای حیاتی مختلف موجودات زنده را تشکیل می‌دهد، به عنوان شکل بدن به آن تعلق دارد. او همچنین تحقیقات تجربی انجام داد و سهم قابل توجهی در زیست‌شناسی جانورشناسی داشت.

- متافیزیک: ارسطو، در متافیزیک خود (برخلاف فرض افلاطون مبنی بر وجود موجودیت‌های انتزاعی)، در ابتدا استدلال می‌کند که اشیاء منفرد ملموس (مانند سقراط) جوهر هستند، یعنی مبانی و عنصر اساسی تمام واقعیت هستند. او این را با آموزه بعدی خود مبنی بر اینکه جوهر اشیاء منفرد ملموس، در اصل صورت آن‌هاست، تکمیل می‌کند.
- اخلاق و نظریهٔ سیاسی: به گفتهٔ ارسطو در اخلاقش، هدف زندگی انسان، زندگی خوب، یعنی زندگی سعادتمندانه است. برای داشتن یک زندگی سعادتمندانه باید فضایل فکری و فضایل اخلاقی را —از طریق تربیت و عادت— توسعه داد که شامل مدیریت مناسب امیال و احساسات است. فلسفه سیاسی او به اخلاق پیوند می‌خورد. بر این اساس، دولت به عنوان شکلی از جامعه، پیش‌نیاز سعادت انسانی است. ارسطو درپی درک شرایطی است که سعادت در آن ممکن می‌شود و برای این منظور قوانین اساسی مختلف را با یکدیگر مقایسه می‌کند. نظریهٔ اشکال دولتی که او توسعه داد، برای قرن‌ها از اعتبار و نفوذ بلامنازع برخوردار بود.
- نظریهٔ شعر: ارسطو در اینجا به‌ویژه به تراژدی می‌پردازد، که از دیدگاه او وظیفهٔ برانگیختن ترس و ترحم برای ایجاد تطهیر از این احساسات (کاتارسیس) در تماشاگر را بر عهده دارد.

### پس از مرگ
برنامه تحقیقات علمی ارسطو پس از مرگش توسط همکارش تئوفراستوس ارسوسی، که او نیز مکتب ارسطویی، یعنی فلسفه مشاء، را در معنای حقوقی آن تأسیس کرد، ادامه یافت. تفسیر آثار ارسطو اولین بار، در قرن اول پیش از میلاد آغاز شد و عمدتاً توسط افلاطونیان انجام می‌شد. پورفیری و بوئتیوس چهره‌های کلیدی بودند که منطق ارسطو را به غرب لاتین‌زبان در عصر قرون وسطی معرفی کردند، جایی که این منطق به امری مبنایی تبدیل شد. از قرن دوازدهم/سیزدهم به بعد، تمام آثار اساسی ارسطو به لاتین ترجمه شده و در دسترس بودند. این آثار، در کارهای تحقیقی فلسفهٔ مدرسی تا اوایل دورهٔ مدرن تأثیرگذار بودند. بحث‌هایی که حوالی فلسفهٔ طبیعی ارسطو وجود داشتند، عمدهٔ علوم طبیعی را تا اواخر قرون وسطی و رنسانس شکل می‌دادند. در جهان عرب‌زبان، ارسطو در طول قرون وسطی بیشترین استقبال را از سوی نویسندگان باستانی داشت. آثار او از بسیاری جهات تاریخ فکری بشر را شکل داد. تمایزات و مفاهیم مهمی مانند «جوهر»، «عرض»، «ماده»، «صورت»، «انرژی»، «قوه»، «مقوله»، «نظریه» و «پراکسیس» به ارسطو برمی‌گردند.

### مقایسه با فلسفه چینی
اخیراً، به‌طور فزاینده‌ای شباهت‌ها و تشابهاتی بین فلسفهٔ ارسطویی و فلسفهٔ کلاسیک چینی، به ویژه در اخلاق (به‌ویژه در کنفوسیوس و شونزی) مشاهده شده است.

## فلسفه
ارسطو از نخستین فیلسوفان تحلیلی است. وی همچنین واضع منطق نیز هست. او با در نظر گرفتن زمین در مرکز گیتی و قرار دادن فلک‌های مختلف برای اجرام آسمانی (مثلا فلک خورشید، فلک ثوابت و…) الگویی از جهان را برای هم روزگاران خود ترسیم کرد. ارسطو چهار عنصر بنیادی کیهان را آب، آتش، خاک و هوا می‌دانست، به‌علاوه عنصر پنجمی به نام اثیر که معتقد بود اجرام آسمانی از آن ساخته شده‌اند.

## فلسفه نظری

### منطق
بیشتر آثار ارسطو به احتمال زیاد به همان شکل اولیه خود باقی نمانده، به این دلیل که گمان می‌رود توسط شاگردان و کاتبان بعد از خودش دچار تغییرات مختلفی شده باشد. اندرونیک رودزی یا پیروان دیگر ارسطو در حوالی سال‌های ۴۰ ق. م مجموع آثار منطقی ارسطو را تحت مجموعه ایی مشتمل بر ۶ کتاب جمع‌آوری کردند و نام ارگانون را به آن اختصاص دادند. اسامی این شش کتاب:
۱_ مقولات (به انگلیسی: categories)
۲_دربارهٔ قضایا (به انگلیسی: on interpretieren)
۳_آنالوطیقای اول (به انگلیسی: prior analytics)
۴_آنالوطیقای دوم (به انگلیسی: Posterior Analytics)
۵_طوبیقا (به انگلیسی: Topics)
۶_مغالطات (به انگلیسی: On Sophistical Refutations)
این آثار دارای ترتیب مشخصی نیستند و این فهرست براساس تحلیل نوشته‌های او ترتیب داده شده است. به این معنی که از پایه‌ترین امور شروع می‌شود، یعنی از تحلیل امور ساده در مقولات، سپس تحلیل قضایا و روابط پایه آنها با یکدیگر در دربارهٔ قضایا و بررسی حالت پیچیده‌تر آنها تا به تدریج به بررسی قیاس‌ها در تحلیلات و جدل در بوطیقا و مغالطات می‌رسد.
آنچه که امروزه به اسم منطق ارسطویی شناخته می‌شود که دربردارنده شکل خاصی از قیاس‌ها است، برای خود ارسطو با نام منطق شناخته‌شده نبود و خود او نام تحلیلات را به آن داده بود. او لفظ منطق را برای دیالکتیک یا همان جدل استفاده می‌کرد.
| اختصار | با کلمات                     |
| S a M  | همه یونانی‌ها انسان هستند     |
| M a P  | همه انسان‌ها فانی هستند       |
| S a P  | ∴ پس همه یونانی‌ها فانی هستند |
| ------ | ---------------------------- |

#### متافیزیک
کلمه متافیزیک آنطور که به نظر می‌رسد در قرن اول پس از میلاد توسط ویرستارانی ابداع شد که بخش‌های کوچک مختلفی از آثار ارسطو را تحت رساله‌ایی درآوردند که ما امروزه با نام «متافیزیک» می‌شناسیم. ارسطو بر آن، نام فلسفه اولی را گذاشته بود و آن را از ریاضیات و طبیعیات تمایز بخشیده بود چرا که فلسفه نظری الهیاتی است و متعلق آن خدا است.

##### جوهر
ارسطو مفاهیم جوهر (ousia) و ذات (to ti ên einai) را در کتاب هفتم متافیزیک مورد بررسی قرار می‌دهد. و نتیحه می‌گیرد که یک جوهر ترکیبی از ماده (hyle) و صورت (morphe) است. این نظریه فلسفی با نام هیلومورفیسم (به انگلیسی:hylomorphism) یا همان صورت ماده باوری ارسطو شناخته می‌شود. در کتاب هشتم متافیزیک او ماده یک جوهر را به عنوان زیرایستا (به انگلیسی:substratum) یا موادی که یک شی از آن ترکیب شده است یاد می‌کند. برای مثال ماده یک خانه آجرها و سنگ‌ها یا هر چیزیست که خانه را به‌طور بالقوه ایجاد می‌کند. در حالی که صورت جوهر خانه تحقق آن به صورت بالفعل است.

## فلسفه طبیعی

### عناصر پنجگانه
ارسطو در رساله خود «در کون و فساد» هر کدام از چهار عنصری که قبلاً توسط امپدوکلس مطرح شده بود به عنوان عناصر تشکیل‌دهنده جهان یعنی (آب، خاک، هوا، آتش) را با دو تا از چهار کیف محسوس یعنی (گرما، سرما، خشکی، تری) مرتبط می‌داند. در جهان‌بینی امپدوکلس همه ماده از این چهار عنصر در نسبت‌های مختلف ساخته شده‌اند. نگرش ارسطویی اثیر که عنصری آسمانی است را به این چهار عنصر اضافه کرد، جوهر الهی کرات آسمانی مانند ستاره‌ها و سیارات.
| عناصر | گرما/سرما   | خشکی/تری  | حرکت               |
| ----- | ----------- | --------- | ------------------ |
| خاک   | سرما        | خشکی      | رو به پایین        |
| آب    | سرما        | تری       | رو به پایین        |
| هوا   | گرما        | تری       | رو به بالا         |
| آتش   | گرما        | خشکی      | رو به بالا         |
| اثیر  | (جوهر الهی) | (هیچکدام) | حرکت مدور در افلاک |

## نظر ارسطو در باب زیبایی
ارسطو معیارهای فرمی اش برای زیبایی را عمدتاً در رساله متافیزیک خود ارائه داده اما در سیاست آن‌ها را تقویت می‌کند. او در اولین مفهوم افلاطونی «فرم جهان شمول» زیبایی را از هم باز می‌کند. او این مفهوم را با فهرست عواملی جایگزین می‌سازد که به تولید و شناخت زیبایی در یک ابژه منتهی می‌شوند. مهم‌ترین این عوامل را می‌توان به این ترتیب دانست: نظم، اندازه، تقارن، تناسبات، ترکیب بندی و داشتن مرزهای مشخص.

## اخلاق در نظر ارسطو
ارسطو عقیده دارد همه کارهایی که انسان انجام می‌دهد، برای سود و خیری است که آن را مطلوب می‌شمارد. هر کسی به چیزی میل دارد؛ اما اگر درست توجه شود، می‌بینیم هیچ موجودی به‌غایت و خیر اصلی خود نمی‌رسد، مگر اینکه همواره وظیفه‌ای را که برای آن به وجود آمده است، به بهترین نحو اجرا کند؛ مثلاً شمشیر خوب، شمشیری است که وظیفه خاص شمشیر، یعنی تیز بودن و بریدن را به‌خوبی انجام دهد و انجام این وظیفه برای شمشیر، فضیلت است. انسان نیز از این قاعده مستثنی نیست. وظیفه خاص انسان که مختص به اوست، همان خصلتی است که او را از سایر آفریده‌ها متمایز می‌سازد و آن اندیشیدن و تفکر است.

## آثار ارسطو
آثار ارسطو متنوع و شامل جمیع معارف و علوم یونانی (جز ریاضی) و اصولاً منطق، علوم طبیعی، الهیات و اخلاقیات افلاطون می‌شده است که از آن جمله باید از فن شعر، فن خطابه یا بلاغت، کتاب اخلاق، سیاست و مابعدالطبیعه (متافیزیک) را نام برد.
- مقولات، تعبیرات یا قضایا و ابطال، آنالوطیقای اول و دوم

(قیاس و برهان، جدلیات یا فن جدل و مغالطات که در کل در کتاب ارغنون (ارگانون به معنی ابزار) جمع شده‌اند.
کتب علمی: طبیعیات، دربارهٔ آسمان، در کون و فساد، علم کائنات جو، تاریخ طبیعی، دربارهٔ نفس، تاریخ جانوران، تولد جانوران، و اعضای جانوران.
کتب فلسفی: اخلاقیات ادوموسی، اخلاق نیکوماخوس، سیاست، مابعدالطبیعه
کتاب ادبی: بوطیقا
ارسطو با انتقاد از فرضیه مثل (Idea) فلسفه خود را آغاز می‌کند. حقایق قابل ادراک وجود ندارند آنچه وجود دارد مثال نیست بلکه خرد و جزئی است.
وی گفته است «علم جز بر کلیات تعلق نمی‌گیرد و برای تشخیص امری بایستی کل آن را مورد بررسی قرار داد». ما هنگامی می‌توانیم دربارهٔ اشیاء قضاوت کنیم که نوع و جنس را بهتر بشناسیم. تعیین قواعدی که حافظ روابط صحیح قضایای کلی با قضایای جزئی و شخصی باشد خاص منطقی است که هیچ‌کس بهتر از ارسطو دربارهٔ آن تحقیق نکرده است. همین منطق است که یکی از هدایای ارزنده و گرانبهای این فیلسوف به عالم بشریت به‌شمار می‌آید.